# Mystka
Góra Mystka – wzgórze leżące w mieście Zielona Góra na terenie dawnej wsi  Przylep.

## Położenie
Niewielkie wzgórze wznoszące się nad Niecką Płotowską na północy Przylepu. Znajduje się niedaleko dawnych zakładów mięsnych.

## Historia
Na Górze Mystka w XVII wieku zginęło przez spalenie siedem kobiet oskarżonych o czarnoksięstwo.